# Irn-Bru
Irn-Bru és un refresc carbonatat de gust més aviat cítric que es fabrica a Escòcia des de 1901. Es tracta de la beguda no alcohòlica més característica d'aquest país. Es beu freda, sola o bé combinada amb vodka o whisky. És de color taronja i conté cafeïna.